# 松ヶ江村 (福岡県)
松ヶ江村（まつがえむら）は、福岡県企救郡にかつて存在した村。現在の北九州市門司区の一部。

## 沿革

### 松ヶ江村の成立
松ヶ江村は、1889年（明治22年）、町村制が施行されるとともに、企救郡伊川郷の伊川村（1887年（明治20年）に平山村を合併）、吉志郷の猿喰村、今津村、畑村、吉志村、沼郷の恒見村の6村が合併して成立した。企救半島の東側で、周防灘に面する。旧小倉藩領に属し、廃藩置県後は日田県、小倉県を経て1876年（明治9年）以降は福岡県に属していた。
なお、伊川村は、当初、東郷村に合併しようとしていたが、松ヶ江村に合併されることとなった。
| 合併前の村名 | 現在の地域                               |
| ------------ | ---------------------------------------- |
| 伊川村       | 門司区伊川                               |
| 猿喰村       | 門司区猿喰                               |
| 今津村       | 門司区今津                               |
| 畑村         | 門司区畑、吉志1丁目                      |
| 吉志村       | 門司区吉志1-7丁目、吉志新町1-2丁目、吉志 |
| 恒見村       | 門司区恒見町、恒見                       |

このうち、恒見は、江戸時代から豊かな村であり、明治時代、石灰石の採掘が始まると、松ヶ江村の中心地として栄えた。

### 門司市との合併

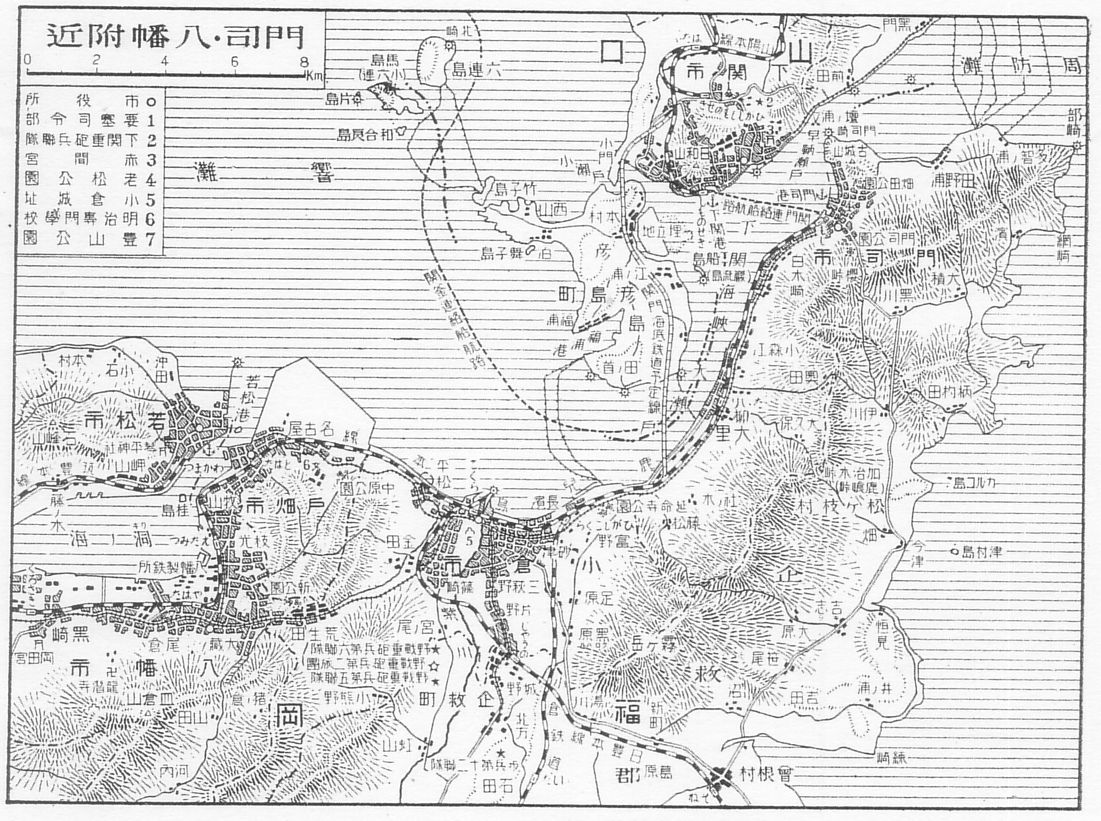
1930年頃の門司周辺地図。門司市は大里町と東郷村を合併しており、周防灘側の企救郡松ヶ江村はまだ独立している。

1889年の町村制施行に伴って関門海峡側に成立した文字ヶ関村は、築港と鉄道敷設によって急速に発展し、門司町を経て1899年（明治32年）に門司市となり、1923年（大正12年）に大里町、1929年（昭和4年）に東郷村を編入合併し、市域を拡大していった。
1937年（昭和12年）ないし1938年（昭和13年）頃から、門司市と松ヶ江村との合併の声が上がり、1939年（昭和14年）2月、松ヶ江村の柴崎村長が門司市を訪問した時、市側から、合併に関して具体的に協議を進めたい旨の発言があった。松ヶ江村の中でも、できるだけ早く門司市との合併実現に踏み切ることで意見が一致し、村側・市側でそれぞれ合併調査委員が選出された。門司市としては、将来の発展のために、市域を拡大する必要があり、また、太平洋戦争直前期において、防空などの軍事上の観点からも、東部に長い海岸線を持つ松ヶ江村と合併することは望ましかった。
1940年（昭和15年）10月、松ヶ江村側から合併に伴う協定事項を提示したが、その後、全村民一致の賛成で実現させるべきであるとの考えから、松ヶ江村側の調整のため、一時延期することとした。しかし、同年4月に企救郡西谷村、中谷村が小倉市と合併し、企救郡曽根町も小倉市との合併を議決するという情勢の中、1941年（昭和16年）に入ると、松ヶ江村の中に一部あった時期尚早論も消え、市・村の協議会で協定事項について合意するに至った。1942年（昭和17年）2月11日の紀元節、市・村合併委員会は協定事項の調印を行い、3月27日、門司市会・松ヶ江村会ともに合併申請を満場一致で可決した。